# Ligne de Quimper à Douarnenez - Tréboul
La ligne de Quimper à Douarnenez - Tréboul est une ancienne ligne de chemin de fer française à écartement standard et à voie unique non électrifiée. Elle constitue un embranchement de la ligne ferroviaire radiale « sud » de la Bretagne, permettant la desserte de l’importante ville portuaire de Douarnenez.
Elle constituait la ligne 478 000 du réseau ferré national.

## Chronologie
- Le 7 avril 1884, ouverture de l’embranchement
- Le 29 janvier 1894[2], ouverture du prolongement à voie métrique vers Audierne par les chemins de fer départementaux du Finistère (CFDF)
- En 1972, fin du service voyageurs
- En 1988, fin du service marchandises
- Le 18 décembre 1991, déclassement (PK 690,330 à 708,518)[1]
- En 1995, acquisition de la voie par le conseil général pour l’aménagement d’une voie verte.

## Historique
La ligne de desserte « sud » de la Bretagne, concédée à la compagnie du chemin de fer de Paris à Orléans, dite « Paris-Orléans », vit naître plusieurs embranchements destinés à la desserte des villes portuaires égrenant la côte bretonne. L’embranchement de desserte de Douarnenez, classé no 77 dans le Plan Freycinet, est de ceux-là.

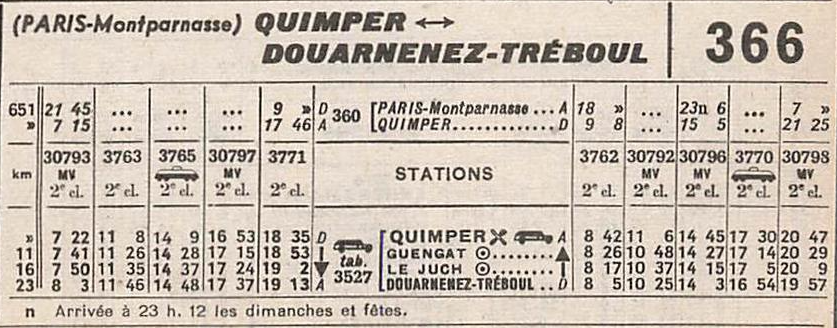
Desserte journalière de la ligne Quimper à Douarnenez-Tréboul lors du service hiver 1956

La ligne est déclarée d'utilité publique par une loi le 23 juillet 1879.
La ligne est concédée à titre définitif par l'État à la Compagnie du chemin de fer de Paris à Orléans par une convention signée entre le ministre des Travaux publics et la compagnie le 28 juin 1883. Cette convention est approuvée par une loi le 20 novembre suivant.
S’embranchant sur la radiale en gare de Quimper, traversant ensemble le tunnel de Quimper, long de 310 m, et laissant d'abord à gauche l’embranchement vers Pont-l’Abbé, la ligne se dirige vers l’ouest-nord-ouest, desservant au passage Guengat, situé à un kilomètre et demi de sa gare, et le Juch, que la ligne tangente. La ligne arrive ensuite à Douarnenez, récupérant sur la gauche la ligne des chemins de fer départementaux du Finistère en provenance d’Audierne, et ensemble aboutissent en gare, située à Tréboul en surplomb de Port-Rhu. Les voies ne desservaient pas le port.
Ouverte le même jour que celle de Pont-l’Abbé, la ligne de Douarnenez connut une desserte voyageurs plus tardive, la ville de Douarnenez étant plus importante que sa consœur bigoudenne, mais l’absence d'industrie importante le long de son parcours conduisit à une fin d'exploitation dès 1988 et à la dépose intégrale de la voie, la plate forme étant récupérée par le conseil général pour l’établissement d’une voie verte, qui aujourd’hui suit le tracé dans son intégralité.